# パテ (材料)

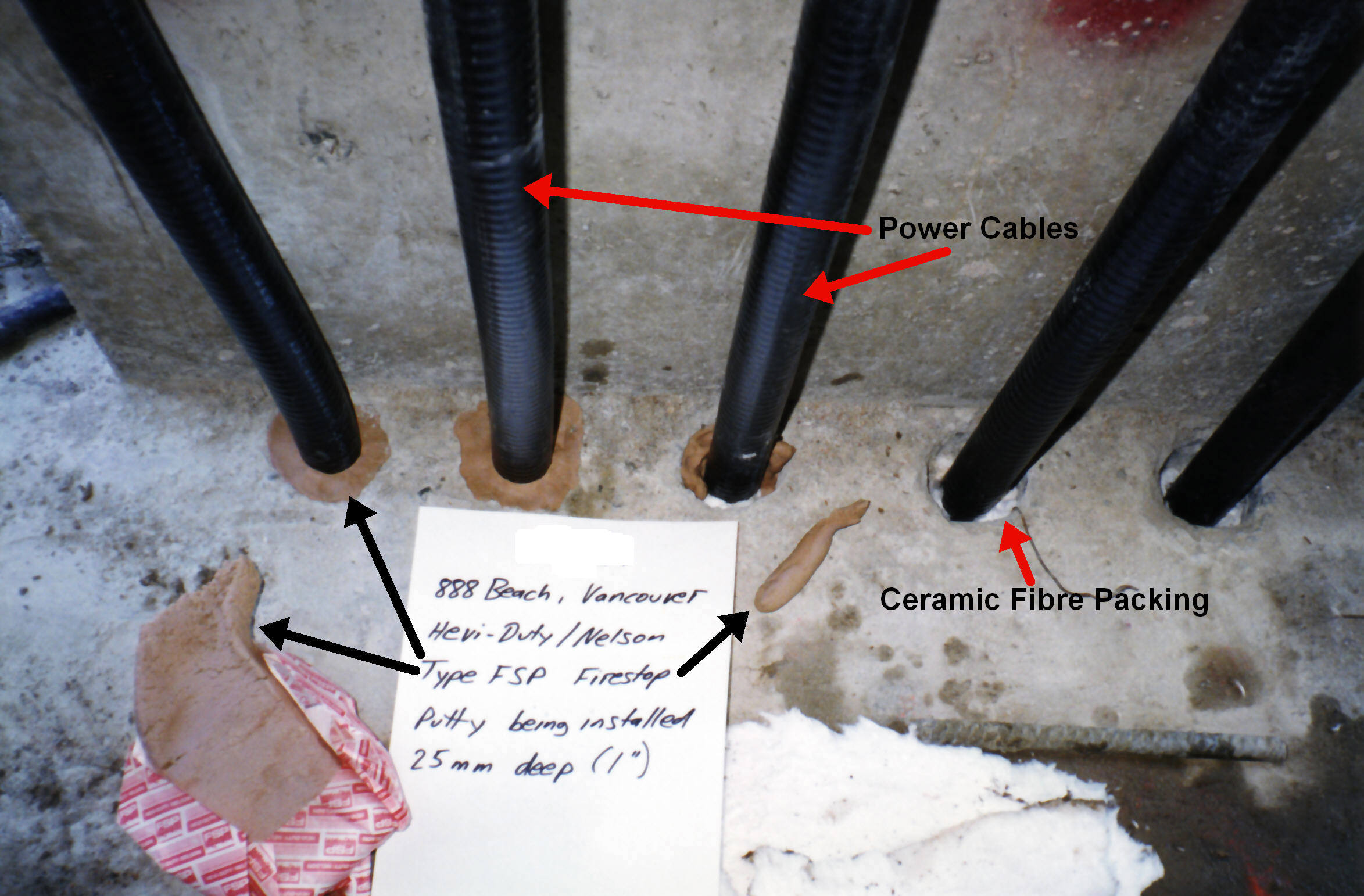
電力ケーブル（赤矢印）の固定に使われるパテ（黒矢印）

パテ (putty) は、下地のくぼみ、割れ、穴などの欠陥を埋めて塗装系の平らさを向上させるために用いられる、肉盛り用の塗料。
一般に顔料（タルク、アスベスト、胡粉〈ごふん〉など）、不揮発性展色剤、揮発性物質から構成され、展色剤の種類によってオイルパテ、ラッカーパテ、ポリエステルパテ、粉体に水を混ぜて使う水性のパテなどがある。
例として、自動車の板金・プラモデルなどの塗装において下地を平滑にさせるために用いられる塗料「サーフェイサー(サフ)」は、液状パテの一種である。質感＆色を均一に整える、小さな傷を消す(隠す)、ホコリや傷を見つけやすくする（グレーのサフ使用時のみ）、塗料の喰いつきを良くする、光を遮断し透けるのを防ぐ、といった5つの効果がある。
建築や自動車などの板金修理で、あるいは工芸、模型などの造形材料として使うこともある。

## 主なパテの種類
- 二液混合型
  - エポキシパテ（エポパテ） - 粘土状の半固体のA剤・B剤をこねて混ぜるタイプ。
  - ポリエステルパテ（ポリパテ）
- ラッカーパテ
- 瞬間接着パテ
- 石膏パテ
- 炭酸カルシウムパテ